# Gqeberha
Gqeberha, vagy 2021 februárjáig használt hivatalos nevén Port Elizabeth (xhosza nyelven Ebhayi, afrikaansul: Die Baai) egy nagyváros a Dél-afrikai Köztársaságban, Fokvárostól 770 km-re. A városra utalva régi nevének kezdőbetűi alapján gyakran használják a PE rövidítést, becenevei pedig A barátságos város illetve A szeles város. Dél-Afrika egyik legjelentősebb kikötővárosa. 16 km hosszan terül el az Algoa Bay partszakasz mentén.

## Története
A történészek szerint a busmanok és a khoiszanok voltak a terület első lakói, majd később a xhosza törzsek. Mindazonáltal keveset ismerünk, mert nincsenek írott feljegyzések.
Az első európai felfedező a portugál Bartolomeu Dias, aki elsőként kerülte meg Afrikát a Jóreménység fokánál 1488-ban.

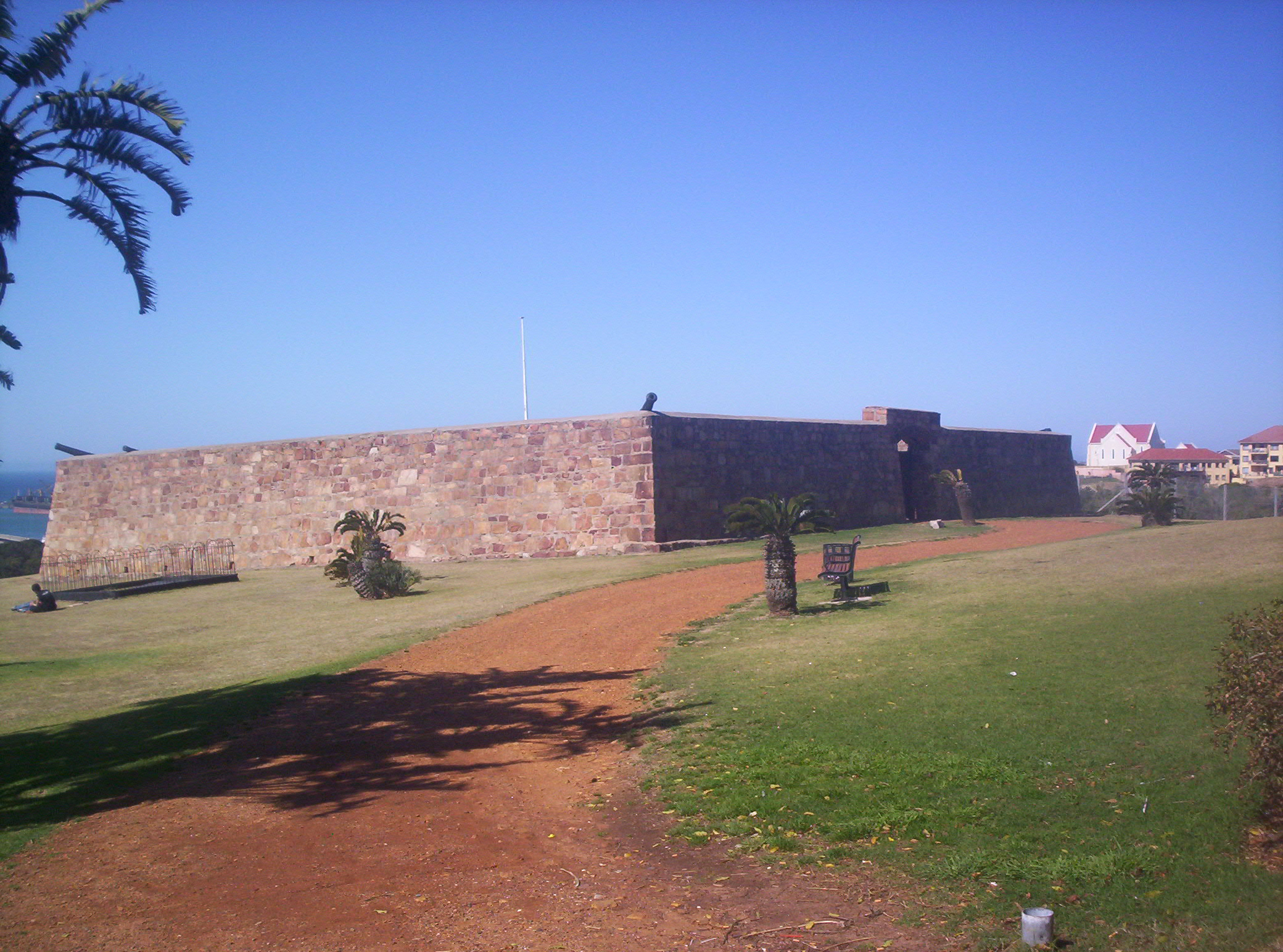
Fort Frederick

A terület a Cape Colony része volt, utána a Holland Kelet-indiai Társaságé 1652-ben, majd a Dél-afrikai Unió része 1961-ig.
1799-ben a napóleoni háborúk ideje alatt építettek egy erődöt, amit Fort Fredericknek hívtak. Port Elizabethet az 1820-as években alapították brit telepesek. A második búr háború ideje alatt a britek építettek egy koncentrációs tábort, ahová búr nőket és gyerekeket szállítottak. A háborút követően építették meg a Horse Memorialt, a több ezer elpusztult ló és öszvér miatt.

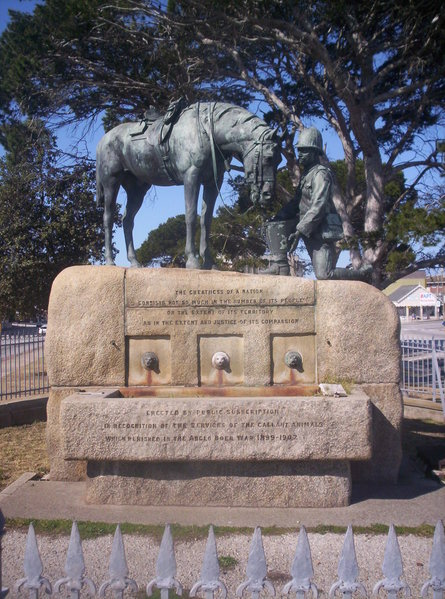
Horse Memorial

Az apartheid rezsim hatásai erősek voltak Port Elizabethben is. A nem fehér népesség erőltetett áthelyezése 1962-ben kezdődött meg, és egészen 1975-ig folytatódott. 1977-ben Steve Bikót, a fekete apartheidellenes aktivistát a rendőrök Port Elizabethben faggatták és kínozták, mielőtt Pretoriába szállították, ahol később meghalt.
Az 1994-es szabad választások óta Port Elizabeth is a többi Dél-afrikai városhoz hasonlóan a HIV/AIDS vírus és az erőszakos bűnözés problémáival küzd. Mindazonáltal a fellendülő turizmusnak és ingatlaniparágnak köszönhetően a városban rohamosan folyik a fejlesztés.
2001-ben alapították meg a Nelson Mandela öbölközponti önkormányzatot, amely lefedi Port Elizabethet, valamint a szomszédos Uitenhage és Despatch városait, illetve a körülvevő mezőgazdasági területeket. A nevet Nelson Mandela tiszteletére választották, aki a közeli Transkei tartományban született. A terület 2006-os népessége körülbelül 1,3 millió fő volt.
A Port Elizabeth a 2009-ben megrendezett Konföderációs kupa, majd a 2010-es Labdarúgó-világbajnokság egyik helyszíne.
A város 2021-ben új nevet kapott: ekkortól nevezik Port Elizabeth helyett Gqeberhának.

## Kereskedelem és ipar
Gqeberha a dél-afrikai gépjárműipar otthona. Itt és a szomszédos Uitenhagében a General Motors, a Volkswagen, a Ford, a Continental Tyres is rendelkezik üzemmel. Gyártanak továbbá drótburkokat, katalizátorokat, akkumulátorokat és gumiabroncsot is.

## Szállítás, közlekedés

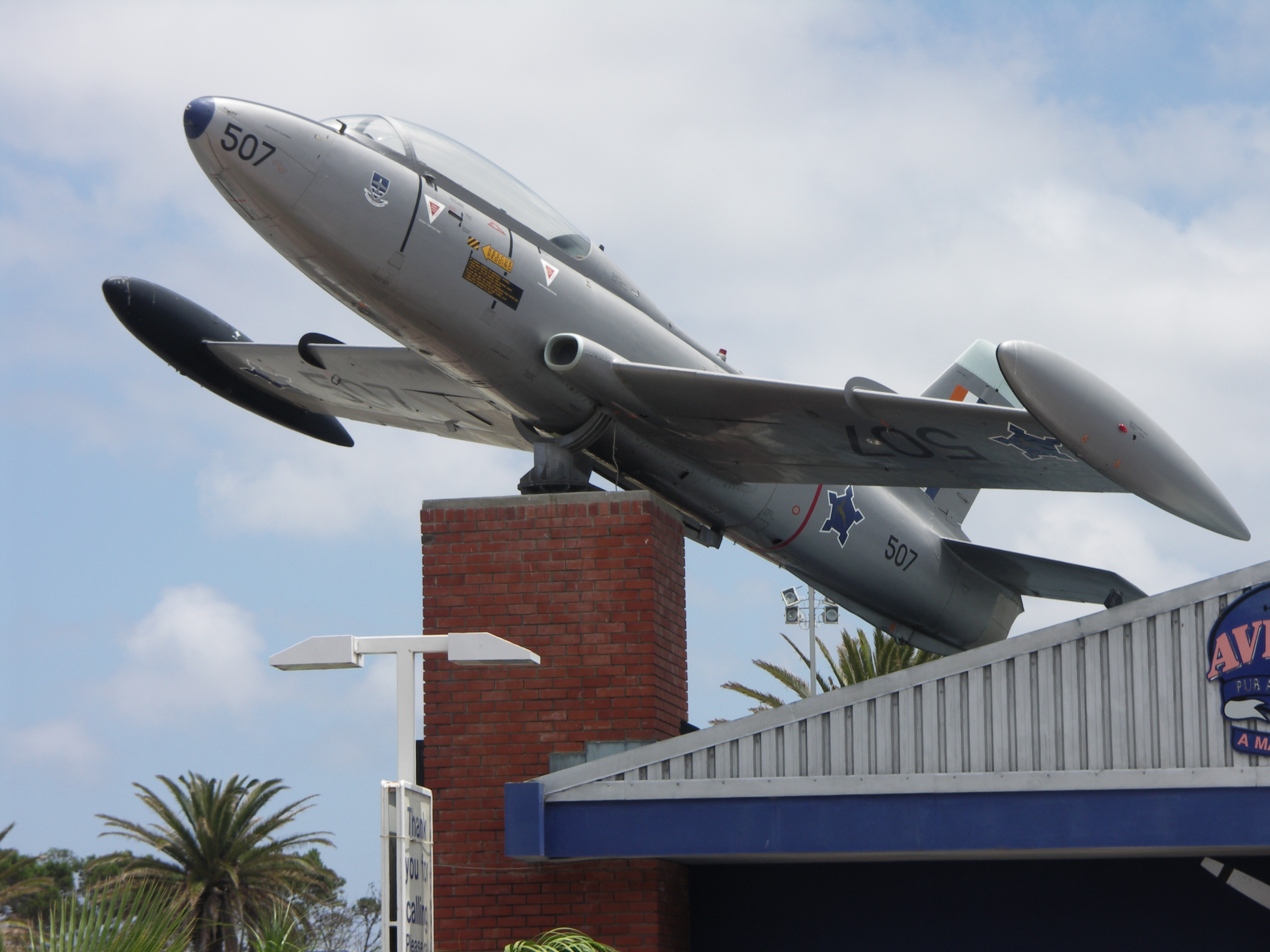
Impala Mk1 típusú repülőgép a gqeberhai repülőtér bejáratnál

### Utak és vasút
Gqeberhán megy át az N2-es főút. Nyugatra az út a festői Garden Route-on keresztül George-ba majd Fokvárosba halad tovább. Keletre végigfut az úgynevezett Border Countryn, Grahamstownon, East Londonon, Durbanen, és a Mpumalanga megyei Ermelóban ér véget. A város fő autóbusz végállomása a Market Square-en van.
A helyi vasút fő járatai Johannesburgba és Bloemfonteinbe közlekednek.

### Légi közlekedés
Gqeberha repülőtere a Chief David Stuurman nemzetközi repülőtér (IATA kódja:PLZ; ICAO kódja:FAPE).
A repülőtér csak belföldi járatokat indít és fogad. Aki nemzetközi járaton akar utazni, annak Johannesburgba, vagy Fokvárosba kell mennie. A 2004-es felújítás után létrehozták a szükséges létesítményeket, hogy nemzetközi járatokat is fogadhasson, de ez a mai napig[mikor?] nem történt meg.
Kivételek azért történtek, pl. John Travolta 2004. május 17-én itt szállt le a saját maga vezette Boeing 707-esével, miután meglátogatott egy mauritiusi vadasparkot.

### Tengeri közlekedés
Gqeberhának egy kikötője van Algoa Bay-ben.

## Éghajlata
| Hónap | Jan. | Feb. | Már. | Ápr. | Máj. | Jún. | Júl. | Aug. | Szep. | Okt. | Nov. | Dec. | Év   |
| --- | ---- | ---- | ---- | ---- | ---- | ---- | ---- | ---- | ----- | ---- | ---- | ---- | ---- |
| Rekord max. hőmérséklet (°C) | 39,0 | 38,0 | 41,0 | 39,0 | 35,0 | 32,0 | 33,0 | 34,0 | 39,0  | 39,0 | 39,0 | 36,0 | 41,0 |
| Átlagos max. hőmérséklet (°C) | 25,0 | 25,0 | 25,0 | 23,0 | 22,0 | 20,0 | 20,0 | 20,0 | 20,0  | 21,0 | 22,0 | 24,0 | 22,2 |
| Átlagos min. hőmérséklet (°C) | 18,0 | 18,0 | 17,0 | 14,0 | 12,0 | 9,0  | 9,0  | 10,0 | 11,0  | 13,0 | 15,0 | 16,0 | 13,5 |
| Rekord min. hőmérséklet (°C) | 10,0 | 11,0 | 8,0  | 4,0  | 2,0  | −1,0 | −1,0 | 2,0  | 2,0   | 3,0  | 6,0  | 9,0  | −1,0 |
| Átl. csapadékmennyiség (mm) | 36   | 40   | 54   | 58   | 59   | 62   | 47   | 64   | 62    | 59   | 49   | 34   | 624  |
| Forrás: Climate data for Port Elizabeth. South African Weather Service, 2011. június 1. [2012. március 4-i dátummal az eredetiből archiválva]. (Hozzáférés: 2016. szeptember 20.) |      |      |      |      |      |      |      |      |       |      |      |      |      |

## Sport
A városnak van krikettcsapata, rögbicsapata, focicsapata, gyeplabdacsapata stb. A város elhelyezkedése miatt a vízi sportok is népszerűek.
Gqeberha legjelentősebb, egyben Dél-Afrika legöregebb krikettpályája a St George’s Park (hivatalosan: Sahara Oval St. George). Itt játssza hazai mérkőzéseit az SA20 nevű Húsz20-as krikettligában a Sunrisers Eastern Cape.
A város futballcsapata a Bay United, meccseit a Nelson Mandela Bay Stadiumban játssza.
Az Algoa Bay Yacht Club a város kikötőjében működik.

## Turizmus

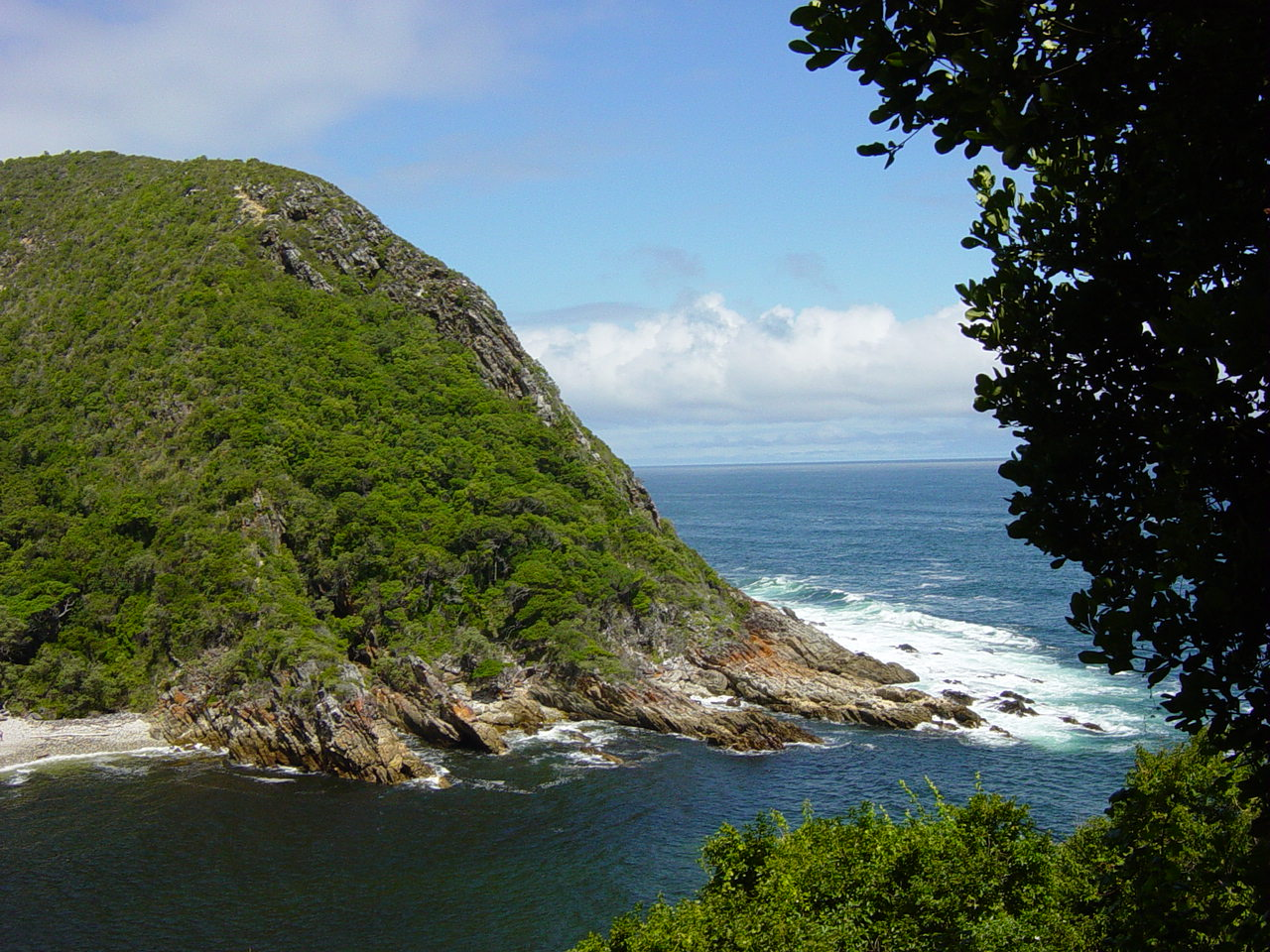
A Tsitsikamma Nemzeti Park

A festői szépségű Garden Route a Cape part mentén helyezkedik el. Gqeberha Dél-Afrika egyik jelentős turistacélpontja, főként azoknak, akik strandolási lehetőségekre is igényt tartanak.
Az épületei közül kiemelendő az 1923-ban épült harangtorony, a városháza, a Donkin Reserve park és a Fort Frederic. További látványosság még a St George Park, a King George VI Art Gallery múzeum, a Humewoodnál lévő tengerkutató épület és az új Boardwalk vízparti komplexum.

## Híres emberek
- Schalk Burger – rögbijátékos
- Len Killeen – rögbijátékos
- Joe van Niekerk – rögbijátékos
- Graeme Pollock – krikettjátékos
- Peter Pollock – krikettjátékos

## Testvérvárosai
- Svédország: Göteborg
- USA: Jacksonville
- USA: Palm Desert